# King of the Hill (película)
King of the Hill o El Rey de la Colina es una película de 1993 protagonizada por Jesse Bradford bajo la dirección de Steven Soderbergh. La película se desarrolla en los años 30 en la época de la Gran Depresión y en ella un muchacho llamado Aaron observa cómo su familia se dispersa y se convierte en el solitario ocupante de una habitación de un motel.

## Trama
Tras ver la partida de su padre al aceptar un empleo Aaron se queda solo en una habitación de motel con la promesa de su padre de volver y haber dejado dos relojes, uno para su estadía en el motel y otro para recibir una cena gratis. Tras culminar sus estudios primarios con honores corre el riesgo de perder su hogar más aún durante la gran depresión que causa el arresto de su amigo judío Lester, quien le toma aprecio. 
Tras recibir una amenaza del banco, este se aferra a la habitación negándose a salir de ella para evitar su desalojo, presenciando sin querer el suicidio de su vecino. El hambre y las necesidades básicas pronto le hacen sucumbir, pero la llegada de su hermano menor le hace recuperar fuerzas. Repentinamente llega su padre para llevárselos a una nueva casa pero Aaron se niega a acompañarlo para no permitir que el banco tome sus cosas. Finalmente con mucho ingenio logra sacar sus cosas del motel con ayuda de su hermano y van su nueva casa a esperar el regreso de sus padres.

## Reparto
- Jesse Bradford como Aaron.
- Jeroen Krabbé como Sr. Kurlander
- Karen Allen como Srta. Mathey / Maestra de Aaron.
- Adrien Brody como Lester / amigo de Aaron.
- Elizabeth McGovern como Lydia.
- Amber Benson como Ella McShane.
- Katherine Heigl como Christina Sebastian.
- Lauryn Hill como chica del ascensor.